# کادیلاک فیرویو
کادیلاک فیرویو (انگلیسی: Cadillac Fairview) شرکت املاک و مستغلات کانادایی است، که در سال ۱۹۷۴ تأسیس شد و هم‌اکنون زیرمجموعه‌ای از شرکت اونتاریو تیچرز می‌باشد.